# Bojan Prešern
Bojan Prešern, né le 4 août 1962 à Jesenice, est un rameur d'aviron yougoslave maintenant slovène.

## Palmarès

### Jeux olympiques
- 1988 à Séoul
  -  Médaille de bronze en deux sans barreur[1]